# Video meliora proboque, deteriora sequor
 Video meliora proboque, deteriora sequor (лат, изговор: видео мелиора пробокве, детериора секвор) — Видим оно што је боље и одобравам га, али се држим лошијег. Овидије

## Поријекло изреке
Ову изреку је рекао чувени римски пјесник Овидије у смјени старе у нову еру.

## Тумачење
Признање човјека добрих намјера али слабе воље. (коцкар зна да коцкање није добро али без коцке не може).